# Pandemia de COVID-19 en Vietnam
La pandemia de COVID-19 en Vietnam inició el 23 de enero de 2020. Dos casos sospechosos de neumonía fueron detectados el 14 de enero de 2020 después que dos turistas chinos llegaron a Vietnam a través del Aeropuerto Internacional de Đà Nẵng con fiebre.
Para el 19 de julio del 2021, Vietnam ha reportado oficialmente un total de 58,025 casos confirmados, 11,047 recuperados y 334 muertes. Más de 30 millones de test se han realizado. La ciudad de Hồ Chí Minh, ha sido el lugar más afectado con un total de 34,841 casos confirmados y 199 muertes. El número de casos empezó a aumentar a partir de mayo del 2021, de  una forma mucho más tardía en comparación al resto del mundo.
La respuesta del país al estallido ha recibido aclama para su efectividad y transparencia, así como su modelo de bajo costo, en comparación con China, el resto del sureste asiático e incluso a Europa y América del Norte y comparado incluso con cómo Corea del Sur ha respondido, a pesar de ser menos económicamente desarrollado.
El índice de letalidad para COVID-19 ha sido mucho más bajo que el SARS de 2003, pero la transmisión ha sido significativamente mayor, con un número total de muertes significativas.
Hasta el 21 de febrero de 2022, se contabiliza la cifra de 2,834,373 casos confirmados, 39,605 fallecidos y 2,294,669 pacientes recuperados del virus.

## Cronograma

### Año 2020

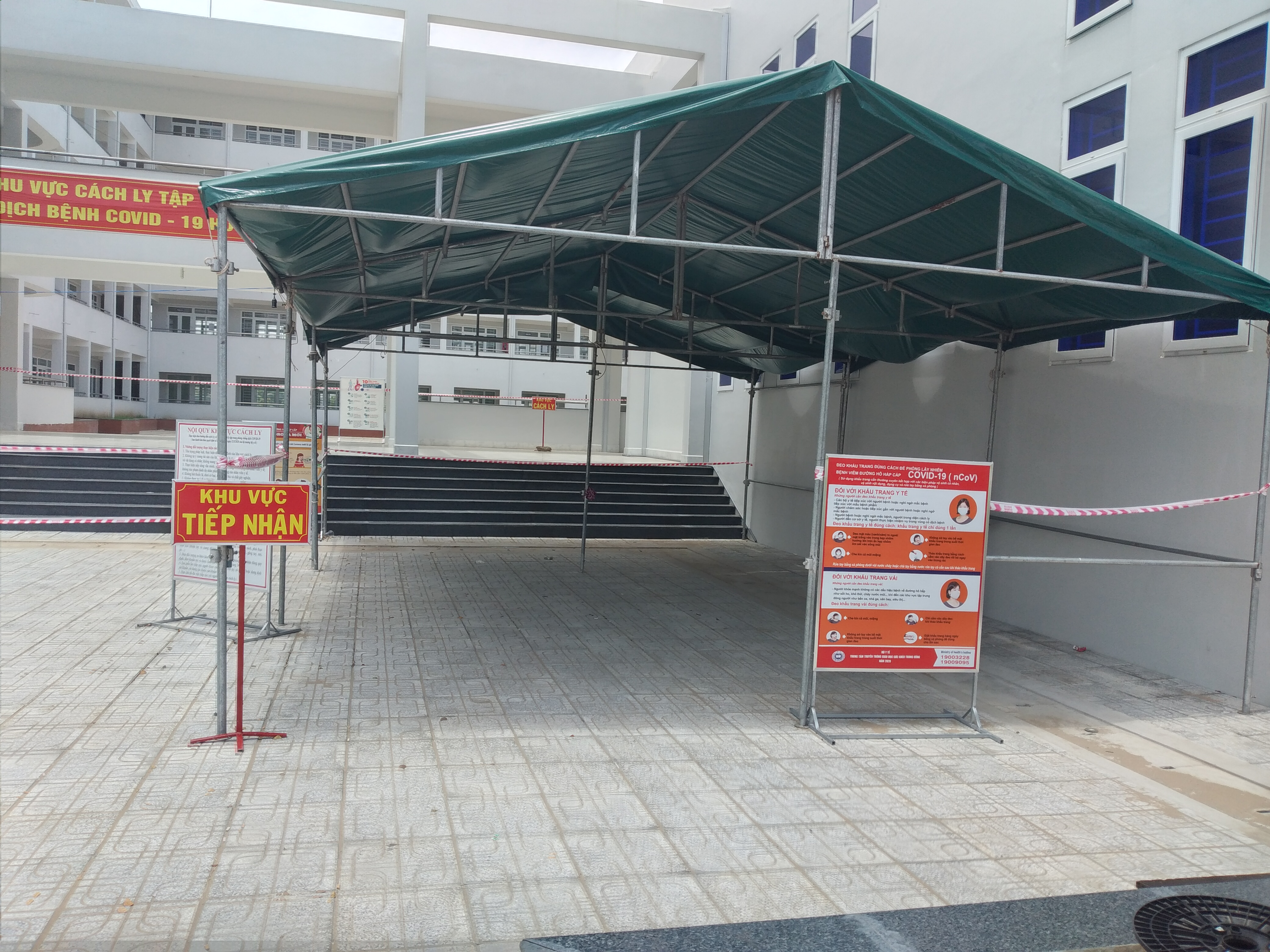
Un campamento de cuarentena en Vietnam durante COVID-19

#### Enero
El 23 de enero, Vietnam confirmó los dos primeros casos de COVID-19, un hombre chino que viajaba de Wuhan a Hanói para visitar a su hijo que vivía en Vietnam, y el segundo, su hijo, que se creía que había contraído la enfermedad de su padre. Fueron hospitalizados el 22 de enero en el Hospital Chợ Rẫy, Ciudad Ho Chi Minh. El 24 de enero, el ministro de Salud interino Vũ ũc Đam ordenó la activación del Centro de prevención de epidemias de emergencia. El 29 de enero, el hijo se recuperó completamente y fue dado de alta. Su padre fue dado de alta el 12 de febrero.
Una semana después, el Ministerio de Salud confirmó tres casos positivos, en los que participaron ciudadanos vietnamitas que habían regresado de Wuhan. El tercer caso fue una mujer de veinticinco años, fue puesta en cuarentena y se recuperó en la provincia de Thanh Hóa, mientras que los otros dos casos, un hombre de veintinueve años; y una mujer de veintitrés años están hospitalizados en Hanói. El quinto caso fue dado de alta el 3 de febrero, completamente recuperado y resultó negativo al virus.

#### Febrero
El 1 de febrero, una mujer de veinticinco años fue declarada coronavirus positiva en la provincia de Khánh Hòa. Ella ha trabajado como recepcionista y tuvo contacto directo con el padre y el hijo chinos (casos #1 y #2). Este caso fue dado de alta del hospital el 4 de febrero. Notablemente, este caso fue la primera transmisión doméstica en Vietnam, lo que condujo a una declaración de epidemia firmada por el Primer Ministro vietnamita y hace un llamamiento para el ajuste de la frontera, los permisos de aviación revocados y la restricción de visas.
El 2 de febrero, un estadounidense vietnamita (# 7) se infectó con coronavirus, debido a una escala de dos horas en el aeropuerto de Wuhan durante su viaje desde los Estados Unidos.
Del 3 al 4 de febrero, Vietnam anunció su octavo y noveno caso: una mujer de veintinueve años y un hombre de treinta años. Pertenecían al mismo equipo de entrenamiento con los anteriores casos confirmados de tres (casos #3 a #5).
Más tarde, el 4 de febrero, se identificó el décimo caso. Una mujer de 42 años se reunió y saludó con el caso número 5 durante las vacaciones del Año Nuevo Lunar. La madre (49 años, n. ° 11) y la hermana menor (16 años, n. ° 12) del caso n. ° 5 también fueron transmitidas el 6 de febrero.
El 7 de febrero, Vietnam confirmó su decimotercer caso, un trabajador de veintinueve años, que es miembro del mismo equipo de capacitación con cinco casos confirmados previamente (casos # 3,4,5,8,9). A principios del mismo día, Vietnam declaró haber cultivado y aislado con éxito el virus en el laboratorio. Este es uno de los pocos países que puede hacer esto, aparte de Singapur, Australia, Japón y China.
El 9 de febrero, una mujer de 55 años, vecina del caso número 5, dio positivo; el decimocuarto caso.
El 10 de febrero, se declararon recuperados tres casos más: #4, #5 y #9.
El caso número 15 fue identificado el 11 de febrero, un nieto de 3 meses del caso número 10.
El 13 de febrero, el padre del caso núm. 5 resultó positivo, lo que hace que el número de casos en Vietnam sea 16.
El 25 de febrero, el 16 fue dado de alta del hospital después de que el COVID-19 le dio un resultado negativo, temporalmente liberó a Vietnam del brote de COVID-19. Sin embargo, se siguen imponiendo medidas de cuarentena hasta nuevo aviso.

#### Marzo

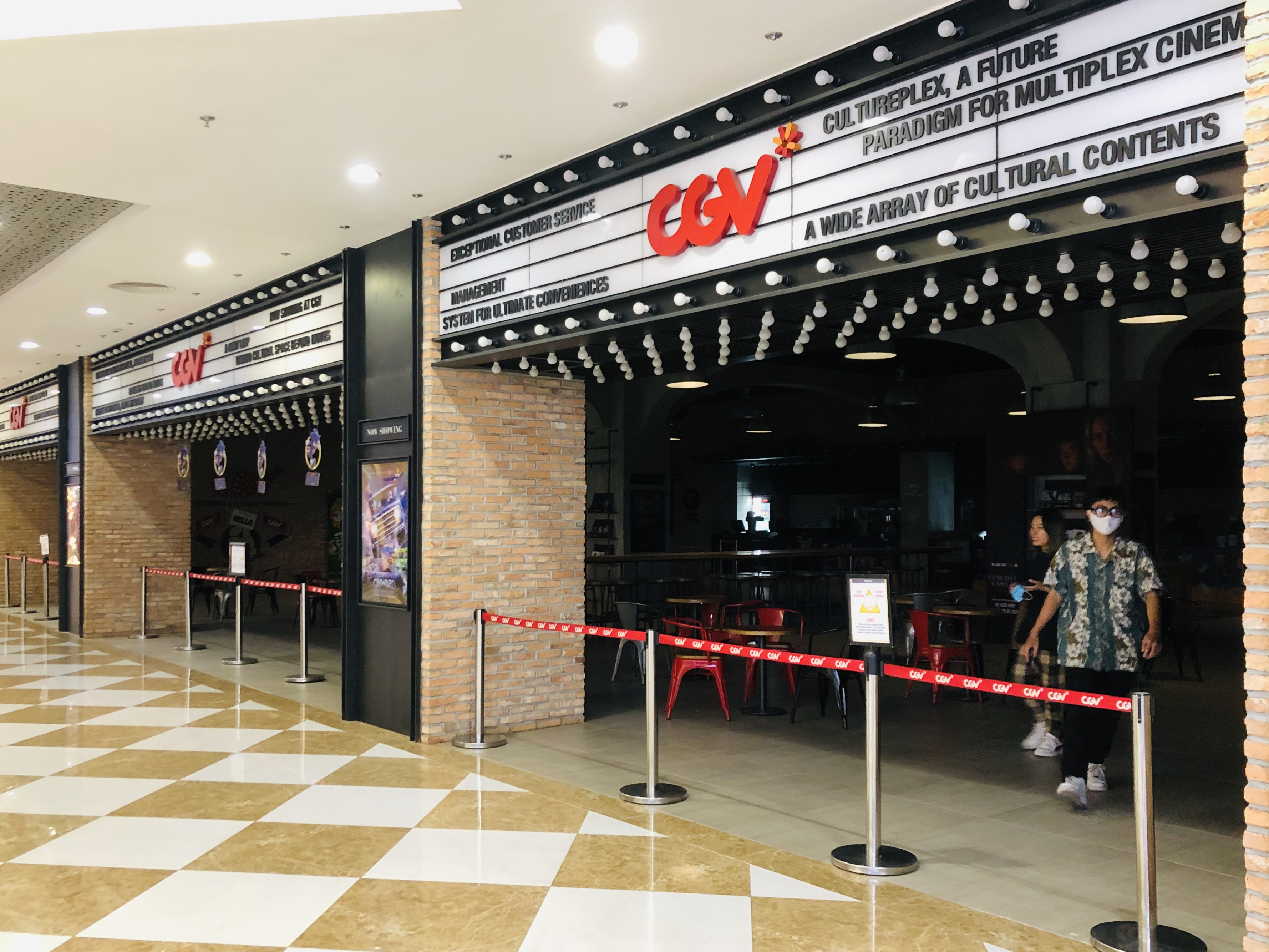
CGV Cinema cerró temporalmente en Hanoi Times City en marzo de 2020.

El 6 de marzo por la noche, Hanói anunció con urgencia un nuevo caso de coronavirus, el primero encontrado en la capital de Vietnam. La paciente, una mujer de veintiséis años, había estado viajando por Europa durante el brote. Ella había estado exhibiendo varios síntomas, pero no notificó a las autoridades sobre su historial de viaje o sus condiciones de salud. El gobierno ha aislado a aproximadamente doscientas personas que tuvieron contacto cercano, vivían en la misma calle o estaban en el mismo vuelo que el paciente. El incidente también provocó una ola de compras de existencias en toda la ciudad.
El 7 de marzo por la tarde, un vietnamita de veintisiete años fue puesto en cuarentena en la provincia de Ninh Bình, después de que le diagnosticaron COVID-19, lo que lo convirtió en el decimoctavo caso. El paciente había estado en Daegu por varios días. Solo 2 horas después, el Ministerio de Salud de Vietnam confirmó 2 casos más, ambos relacionados con el 17 ° caso.
El 8 de marzo, se anunció otro caso en Hanói, que era un hombre de 61 años. Más adelante este día, se anunciaron 9 casos más, con 4 casos en Quảng Ninh, 2 casos en Lào Cai, 2 casos en Đà Nẵng y 1 caso en Thừa Thiên - Huế. Todos estaban en el mismo vuelo con el caso # 17.
El 9 de marzo por la noche, un hombre británico de 49 años fue puesto en cuarentena en la provincia de Quảng Nam, en relación con el paciente número 17.
El 10 de marzo, una mujer vietnamita de veinticuatro años fue anunciada positiva con el virus y tuvo contacto cercano con el caso # 17 mientras estaba en Londres. Después de reconocer que el caso # 17 estaba infectado, voló de regreso a Vietnam en un jet privado con cabina en cuarentena para buscar atención médica en su país de origen. Más tarde ese día, otro hombre británico fue encontrado infectado con el virus, que estaba en el mismo vuelo con el caso # 17. Antes del final del día, se identificó el caso número 34, una empresaria de 51 años que había visitado los Estados Unidos, con un breve tránsito en Corea y Catar durante el viaje.
El 11 de marzo, Vietnam confirmó su caso número 35 de COVID-19, una mujer de veintinueve años que trabaja en un supermercado de electrónica en Da Nang, y tuvo contacto físico con dos turistas británicos infectados. En el mismo día, se descubrieron tres casos más, todos relacionados con el paciente número 34.
El 12 de marzo por la mañana, el Ministerio de Salud vietnamita denunció el caso número 39 del país. Este caso es un guía turístico de veintinueve años en Hanói, que tuvo contacto con el paciente número 24 durante un viaje a Ninh Binh. La noche del mismo día, se anunciaron cinco casos más, todos relacionados con el paciente número 34.
El 13 de marzo, se anunciaron tres casos más.
El 14 de marzo, se anunciaron 6 casos. Además de los casos relacionados con el vuelo VN0054 y el paciente 34, hay tres casos no relacionados: un vietnamita regresó de París, un estudiante vietnamita en el extranjero que ha estado viajando por Europa y un ciudadano checo.
El 16 de marzo, se informó un nuevo caso en Vietnam, conocido como el paciente número 61. El paciente, un musulmán de la minoría Cham, había participado en el Tablighi Jamaat en la mezquita Sri Petaling, Malasia, donde se infectó antes de regresar a Vietnam y asistió a la mezquita Jamiul Muslimin en la ciudad de Ho Chi Minh antes de regresar a su hogar en Ninh Thuận. Debido a la amplia gama de personas con las que se contactó, aumentó el temor de que el paciente sea un paciente súper extendido. Finalmente, las autoridades vietnamitas decidieron aislar y poner en cuarentena a toda la provincia, así como cerrar la mezquita. Posteriormente, un nuevo caso relacionado con el hombre también se descubrió los días siguientes. El 22 de marzo, otro caso también relacionado con las actividades islámicas es que un musulmán que regresó de Malasia también asistió a la misma mezquita de Sri Petaling, antes de regresar a Vietnam y todavía rezaba islámico cinco veces al día en la mezquita de Jamiul Anwar, a pesar de que se le pidió estar en cuarentena en su casa.
El 22 de marzo, Vietnam registró más de catorce pacientes nuevos, superando los cien pacientes. Muchos regresaron de varios países, incluidos Gran Bretaña, Malasia y Francia; que son severamente golpeados por el coronavirus.
El 26 de marzo, se confirmaron doce casos más.

### Año 2021
A partir de mayo de 2021 los casos empezaron a aumentar de forma exponencial. El 9 de julio el país tuvo un total de 5887 casos, cuadriplicando el total de casos de todo el año 2020.

## Casos
A partir del 21 de mayo de 2021, hubo 4941 casos confirmados, 2689 casos recuperados y 41 casos muertes confirmadas.   

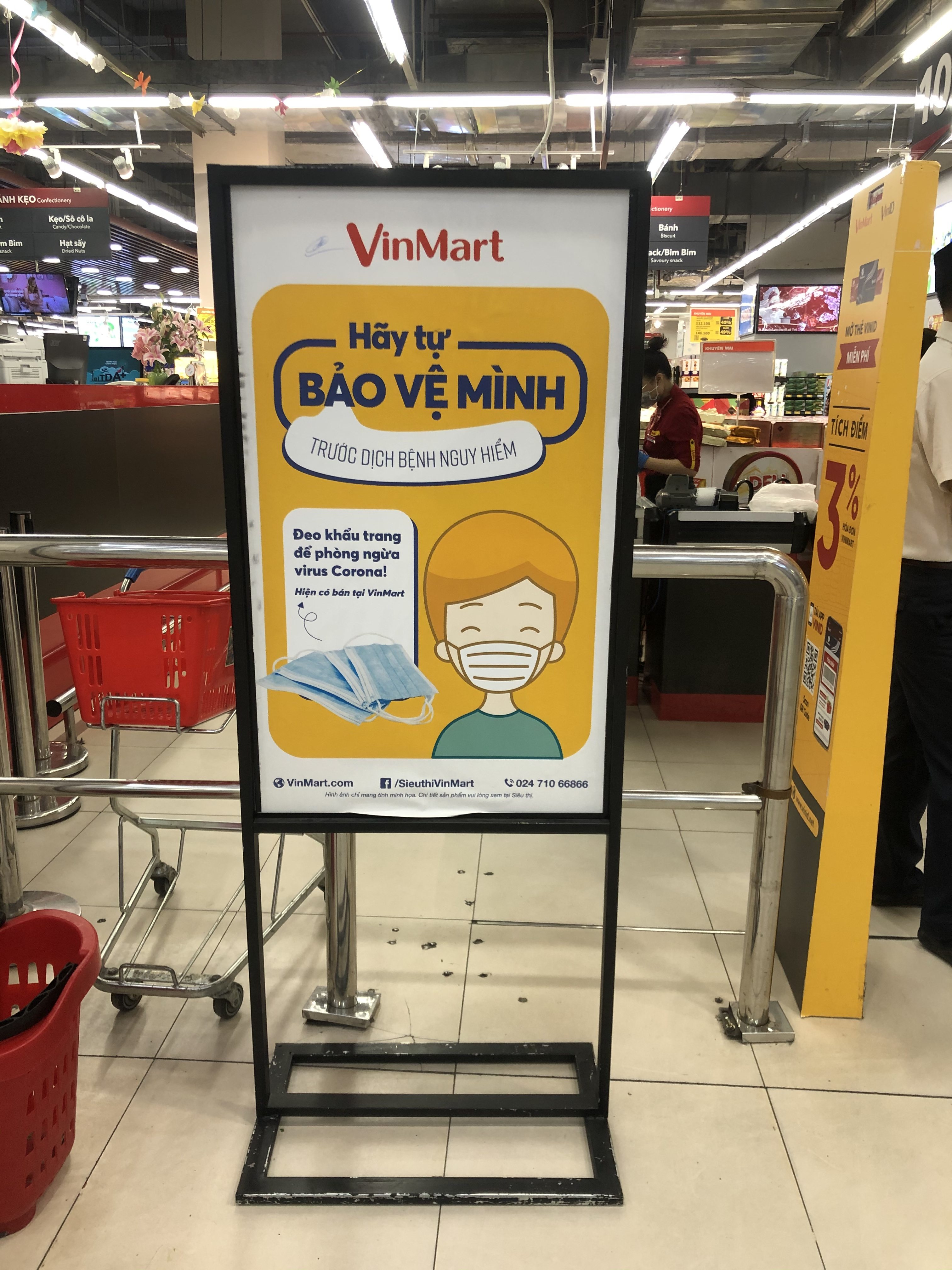
El 16 de marzo de 2020, el gobierno vietnamita solicitó que todos usaran máscaras faciales al ir a áreas públicas para protegerse y proteger a los demás.

El creciente número de pacientes había causado serias preocupaciones. El primer ministro de Vietnam, Nguyễn Xuân Phúc, ordenó medidas para prevenir y contrarrestar la propagación de la enfermedad a Vietnam, así como para advertir a los ciudadanos vietnamitas que eviten visitar áreas con brotes. El viceministro Đỗ Xuân Tuyên dijo que Vietnam está considerando cerrar la frontera con China como una contramedida necesaria. Saigon Tourist anunció que canceló todos los tours hacia o con tránsito en Wuhan. El 24 de enero, la Administración de Aviación Civil de Vietnam ordenó la cancelación de todos los vuelos desde y hacia Wuhan.
En febrero de 2020, el Ministerio de Educación y Capacitación de Vietnam suspendió todas las actividades escolares en todo el país hasta finales de marzo como parte de las medidas de prevención contra la propagación del virus, y luego extendió esto hasta mediados de abril hasta nuevo aviso. También se tomaron medidas agresivas para combatir posibles brotes, desde 14 días de cuarentena hasta la restricción de actividades al aire libre  las Fuerzas Armadas del Pueblo de Vietnam también participan en patrullaje y control medidas.
Los rumores también difundieron un video que los ciudadanos chinos huyeron a Vietnam desde Guangxi, lo que provocó reacciones públicas de que los ciudadanos chinos podrían estar escapando del brote de coronavirus. Más tarde fue negado por los gobiernos vietnamita y chino como falso. La Agencia France-Presse también condenó el metraje como falso.
Según los informes, los ciudadanos de Corea del Sur también son examinados debido al brote desenfrenado de COVID-19 en Corea del Sur, que tiene una amplia relación comercial con Vietnam.
El 31 de marzo de 2020, el gobierno vietnamita ordenó un aislamiento nacional de 15 días del 1 de abril al 15 de abril.

## Estadísticas

### Casos por provincias y ciudades
| Ho Chi Minh     | 613 609    | 19 984 | 222,22 |
| Bình Dương      | 321 059    | 3518   | 144,98 |
| Đồng Nai        | 106 737    | 1900   | 61,35  |
| An Giang        | 42 264     | 1321   | 69,22  |
| Tiền Giang      | 36 212     | 1290   | 73,12  |
| Hanói           | 1 610 409  | 1221   | 15,16  |
| Long An         | 49 001     | 1088   | 64,43  |
| Kiên Giang      | 39 817     | 1027   | 59,6   |
| Đồng Tháp       | 50 667     | 1007   | 62,96  |
| Cần Thơ         | 76 404     | 951    | 76,99  |
| Tây Ninh        | 137 857    | 919    | 78,6   |
| Vĩnh Long       | 101 096    | 829    | 81,05  |
| Sóc Trăng       | 34 354     | 633    | 52,77  |
| Bà Rịa-Vũng Tàu | 10 717     | 495    | 43,11  |
| Bến Tre         | 97 574     | 483    | 37,49  |
| Bình Thuận      | 52 573     | 477    | 38,76  |
| Bạc Liêu        | 46 464     | 470    | 51,81  |
| Khánh Hòa       | 118 002    | 361    | 29,32  |
| Cà Mau          | 145 931    | 357    | 29,89  |
| Đà Nẵng         | 100 599    | 337    | 29,71  |
| Bình Định       | 137 278    | 281    | 18,9   |
| Hậu Giang       | 17 097     | 231    | 31,51  |
| Bình Phước      | 117 537    | 224    | 22,52  |
| Đắk Lắk         | 170 585    | 201    | 10,75  |
| Thừa Thiên-Huế  | 46 672     | 173    | 15,33  |
| Quảng Nam       | 49 231     | 150    | 10,03  |
| Nam Định        | 296 462    | 149    | 8,37   |
| Nghệ An         | 487 344    | 145    | 4,36   |
| Lâm Đồng        | 92 411     | 141    | 10,87  |
| Quảng Ninh      | 350 181    | 141    | 10,68  |
| Phú Yên         | 42 741     | 137    | 14,25  |
| Bắc Ninh        | 345 829    | 136    | 9,94   |
| Hải Phòng       | 120 882    | 135    | 7,35   |
| Quảng Ngãi      | 47 901     | 127    | 10,31  |
| Gia Lai         | 69 632     | 116    | 7,66   |
| Trà Vinh        | 74 658     | 115    | 11,4   |
| Hải Dương       | 364 296    | 114    | 6,02   |
| Thái Nguyên     | 186 175    | 111    | 8,63   |
| Thanh Hóa       | 16 866     | 107    | 2,94   |
| Hòa Bình        | 236 809    | 102    | 11,94  |
| Phú Thọ         | 322 658    | 97     | 6,63   |
| Ninh Binh       | 100 077    | 91     | 9,26   |
| Bắc Giang       | 387 856    | 91     | 5,04   |
| Lạng Sơn        | 157 163    | 84     | 10,75  |
| Hà Giang        | 12 226     | 80     | 9,36   |
| Quảng Bình      | 125 071    | 74     | 8,26   |
| Hà Nam          | 85 422     | 65     | 7,62   |
| Ninh Thuận      | 8704       | 60     | 10,16  |
| Cao Bằng        | 9569       | 57     | 10,75  |
| Hà Tĩnh         | 51 072     | 50     | 3,88   |
| Đăk Nông        | 73 031     | 47     | 7,55   |
| Quảng Trị       | 83 278     | 38     | 6,01   |
| Lào Cai         | 184 297    | 38     | 5,20   |
| Bắc Kạn         | 74 769     | 28     | 8,92   |
| Thái Bình       | 293 234    | 23     | 1,24   |
| Điện Biên       | 88 455     | 20     | 3,34   |
| Vĩnh Phúc       | 369 402    | 19     | 1,65   |
| Tuyên Quang     | 143 511    | 14     | 1,78   |
| Yên Bái         | 149 817    | 13     | 1,58   |
| Hưng Yên        | 240 562    | 5      | 0,40   |
| Kon Tum         | 26 139     | 1      | 0,19   |
| Sơn La          | 151 204    | 0      | 0      |
| Lai Châu        | 74 212     | 0      | 0      |
| Vietnam         | 10 774 679 | 43 092 | 61     |

## Vacunación
La vacunación contra la COVID-19 en Vietnam es la estrategia nacional de vacunación que está en curso desde el 8 de marzo de 2021 para inmunizar a la población contra la COVID-19 en el país, en el marco de un esfuerzo mundial para combatir la pandemia de COVID-19.

## Impacto y respuesta

### Almacenamiento
Las tiendas en todo Vietnam se agotaron rápidamente con máscaras quirúrgicas y desinfectantes para manos después de que se informaron los casos iniciales de coronavirus. Esto siguió una tendencia similar en muchos otros países asiáticos. El ministro interino de Salud, Vũ Đức Đam, instó al público a mantener la calma durante el brote y evitar compras de emergencia excesivas. Las autoridades vietnamitas también arrestaron a personas que se beneficiaron del brote.

### Economía
Como la mayoría de la economía mundial, Vietnam se vio afectado por el brote, debido a la desaceleración de las industrias privadas y nacionales, la desaceleración de las bolsas de valores y el menor número de turistas entrantes, aunque se espera que Vietnam se vea menos perjudicado que China.

### Deporte
El brote también obligó a la V.League 1 2020 a retrasarse hasta el 7 de marzo hasta un nuevo anuncio, lo que afectó la preparación del equipo nacional de fútbol de Vietnam para la próxima clasificación de la Copa Mundial 2022. También provocó el aplazamiento del Gran Premio de Vietnam del Campeonato Mundial de Fórmula 1 2020 hasta nuevo aviso.

### Respuesta
Vietnam se ha preparado para la epidemia tan pronto como surgió el primer caso en China, alrededor de mediados de diciembre de 2019. El vice primer ministro de Vietnam, Vũ Đức Đam, declaró que el servicio público, las fuerzas militares y el Ministerio de Salud han elaborado varios planes en caso de que se produzca un brote. El vice primer ministro agregó que el país "ha ganado la primera ronda" en la lucha contra el virus con 16 casos confirmados, 16 recuperaciones y 0 muertes.
La respuesta vietnamita ha sido elogiada por varios entes, comparándola con la respuesta rápida en 2003, cuando Vietnam se convirtió en el primer país en recuperarse del brote del SARS. El embajador de los Estados Unidos en Vietnam, Daniel Kritenbrink, elogió a Vietnam por sus rápidas medidas contra el brote. La delegación estadounidense también elogió a Vietnam por sus esfuerzos de cuarentena y ha cooperado con la Embajada de Vietnam en los Estados Unidos.
Sin embargo, Vietnam también recibió críticas por su respuesta. El presidente del Comité Popular de la ciudad de Ho Chi Minh, Nguyễn Thành Phong, admitió la falta de instalaciones y dijo que si la ciudad tiene que tomar más de 1,000 pacientes, superará su 'límite rojo'. Los vietnamitas de ultramar acusaron al gobierno de no ser lo suficientemente proactivo y de censura.

### Xenofobia e incumplimiento de órdenes de autoaislamiento
El Asia Times informó que "varios hoteles y alojamientos vietnamitas colgaron carteles en sus puertas que dicen que los huéspedes chinos no son bienvenidos, mientras que muchos vietnamitas se han agrupado para exigir el cierre de todos los cruces fronterizos con China". Se vieron carteles que decían que los clientes chinos no eran bienvenidos frente a una tienda en Phu Quoc y un restaurante en Da Nang.
También se informó la ira debido al creciente número de casos infectados provenientes de la comunidad musulmana que regresó de Malasia luego de asistir al festival Tablighi Jamaat en la mezquita de Sri Petaling, y de dos a tres pacientes que no obedecieron la ley de cuarentena en Vietnam y aun así asistieron a eventos islámicos en la ciudad de Ho Chi Minh, lo que provocó furia y demandas para encarcelar a la población musulmana, incluso entre las celebridades vietnamitas.

### En la cultura popular
El Instituto Nacional de Salud Ocupacional y Ambiental de Vietnam encargó a los artistas el lanzamiento de la canción " Ghen Cô Vy " ("Coronavirus celoso") que recomendaba la técnica correcta de lavado de manos y fue una nueva versión de la canción " Ghen " (Celoso) de 2017. Se ha vuelto viral en medio del brote de coronavirus, ganando el elogio de John Oliver en su programa de entrevistas La semana pasada esta noche con John Oliver y se ha vuelto cada vez más popular entre el público y en internet, con UNICEF recomendando el video como un medio para luchar contra el miedo al coronavirus

## Reacción internacional

### Medios International
Incluso en comparación con otros ejemplos recomendados como Corea del Sur, Singapur y Taiwán, Vietnam ha experimentado un número mucho menor de casos y ninguna muerte. Debido a su incapacidad para realizar pruebas masivas como Corea del Sur, Vietnam implementó una estricta política de cuarentena de 14 días y rastreó personas expuestas al virus. En lugar de depender de la medicina y la tecnología, el aparato de seguridad del estado vietnamita ha adoptado un sistema generalizado de vigilancia pública junto con una fuerza militar pública muy respetada. The Guardian elogió los carteles de propaganda de Vietnam que reflejan el espíritu de guerra y el nacionalismo vietnamita, junto con el aislamiento temprano y el rastreo de objetos en contacto con los enfermos ayudaron a Vietnam a evitar el desastre que sufre Europa. El Foro Económico Mundial dijo: "A diferencia de otros países asiáticos ricos, Vietnam no es capaz de realizar programas de pruebas masivas a gran escala". El mecanismo nacional de un solo partido y las poderosas fuerzas de seguridad militar ayudan al gobierno a tomar decisiones rápidamente y promulgarlas con prontitud. Vietnam también tiene una fuerte cultura de vigilancia con vecinos que informarán a la policía local si sospechan de una mala conducta. "Este no es un enfoque que pueda adoptarse en las sociedades occidentales".

### Australia
Simon Birmingham, Ministro de Comercio, Turismo e Inversión felicitó a Vietnam por sus logros en la lucha contra la pandemia de COVID-19.
También agradeció a Vietnam por reanudar la exportación de arroz, ayudando a los países importadores de arroz, incluidos los países pequeños de la región de Oceanía y el Pacífico, a garantizar su demanda de alimentos.

### Chile
El embajador de Chile en Vietnam, Jaime Chomali, dijo que Vietnam solo ha registrado pocas infecciones nuevas, aunque tiene una alta población, lo que demuestra que sus esfuerzos han producido resultados persuasivos. Se siente confiado en la rápida recuperación económica de Vietnam que la de otros países regionales.